# Archelange
Archelange is een gemeente in het Franse departement Jura (regio Bourgogne-Franche-Comté) en telt 213 inwoners (1999). De plaats maakt deel uit van het arrondissement Dole.

## Geografie
De oppervlakte van Archelange bedraagt 5,1 km², de bevolkingsdichtheid is 41,8 inwoners per km².

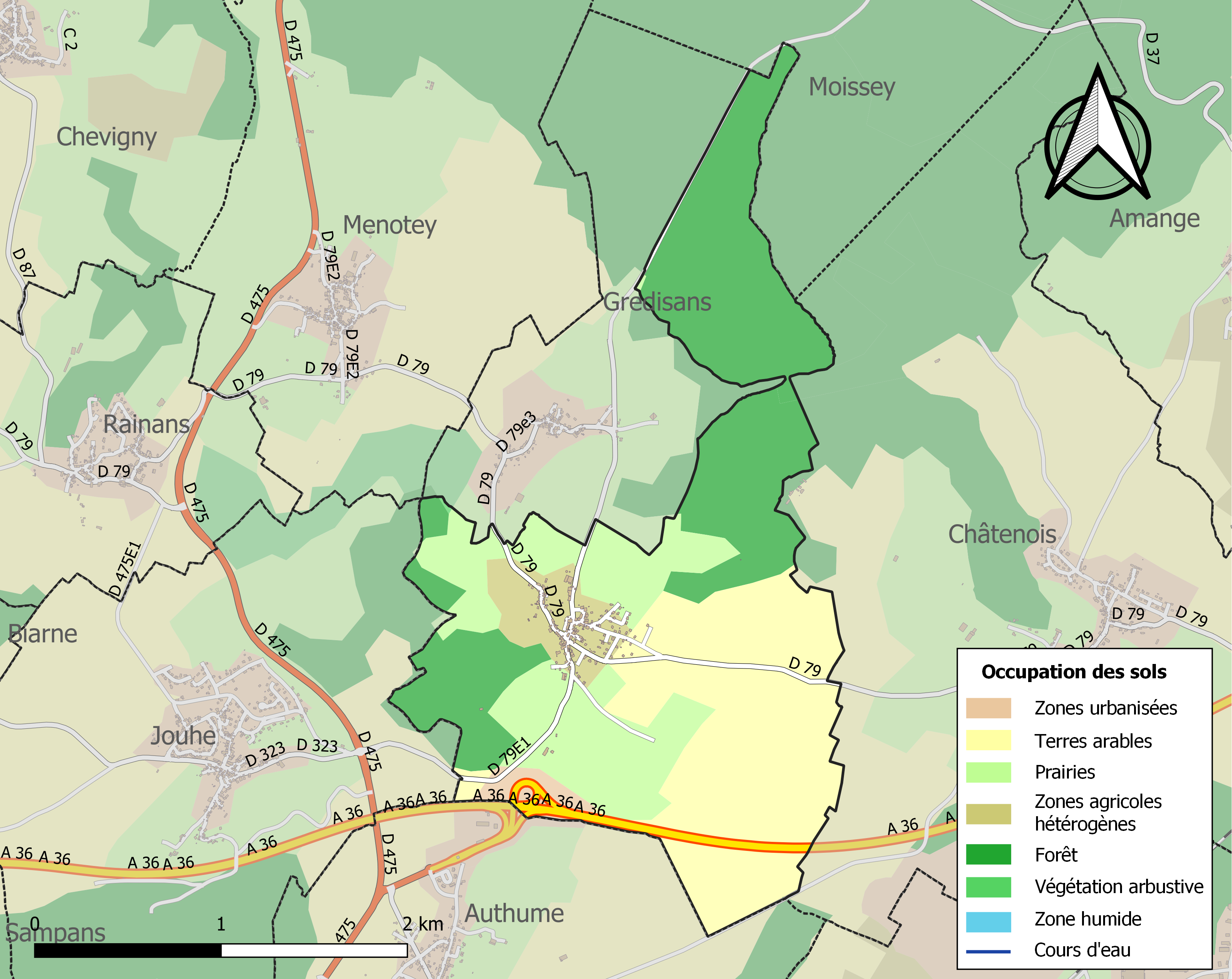
Kaart van de gemeente met de belangrijkste infrastructuur, bodemgebruik en omliggende gemeenten

## Demografie
Onderstaande figuur toont het verloop van het inwonertal (bron: INSEE-tellingen).